# 팬아메리칸 게임 축구
팬아메리칸 게임 축구는 1951년 팬아메리칸 게임부터 시작된 경기 종목이다. 여자부 경기는 1999년 팬아메리칸 게임부터 시작되었다.

## 대회 결과

### 남자부
| 1951 자세히 | 부에노스아이레스 | 아르헨티나    | 1                  | 코스타리카 | 칠레              | 1                  | 베네수엘라        |
| 1955 자세히 | 멕시코시티       | 아르헨티나    | 1                  | 멕시코     | 퀴라소            | 1                  | 베네수엘라        |
| 1959 자세히 | 시카고           | 아르헨티나    | 1                  | 브라질     | 미국              | 1                  | 아이티            |
| 1963 자세히 | 상파울루         | 브라질        | 1                  | 아르헨티나 | 칠레              | 1                  | 우루과이          |
| 1967 자세히 | 위니펙           | 멕시코        | 4–0 연장전         | 버뮤다     | 트리니다드 토바고 | 4–1                | 캐나다            |
| 1971 자세히 | 칼리             | 아르헨티나    | 1                  | 콜롬비아   | 쿠바              | 1                  | 트리니다드 토바고 |
| 1975 자세히 | 멕시코시티       | 멕시코 브라질 | 1–1 연장전         | 2          | 아르헨티나        | 2–0                | 코스타리카        |
| 1979 자세히 | 산후안           | 브라질        | 3–0                | 쿠바       | 아르헨티나        | 2–0                | 코스타리카        |
| 1983 자세히 | 카라카스         | 우루과이      | 1                  | 과테말라   | 브라질            | 1                  |                   |
| 1987 자세히 | 인디애나폴리스   | 브라질        | 2–0 연장전         | 칠레       | 아르헨티나        | 0–0 (5–4) 승부차기 | 멕시코            |
| 1991 자세히 | 아바나           | 미국          | 2–1 연장전         | 멕시코     | 쿠바              | 1–0                | 온두라스          |
| 1995 자세히 | 마르델플라타     | 아르헨티나    | 0–0 (5–4) 승부차기 | 멕시코     | 콜롬비아          | 3–0                | 온두라스          |
| 1999 자세히 | 위니펙           | 멕시코        | 3–1                | 온두라스   | 미국              | 2–1                | 캐나다            |
| 2003 자세히 | 산토도밍고       | 아르헨티나    | 1–0                | 브라질     | 멕시코            | 0–0 (5–4) 승부차기 | 콜롬비아          |
| 2007 자세히 | 리우데자네이루   | 에콰도르      | 2–1                | 자메이카   | 멕시코            | 1–0                | 볼리비아          |
| 2011 자세히 | 과달라하라       | 멕시코        | 1–0                | 아르헨티나 | 우루과이          | 2–1                | 코스타리카        |
| 2015 자세히 | 토론토           | 우루과이      | 1–0                | 멕시코     | 브라질            | 3–1 연장전         | 파나마            |
| 2019 자세히 | 리마             | 아르헨티나    | 4–1                | 온두라스   | 멕시코            | 1–0                | 우루과이          |

1: 리그전 결선
2: 공동 우승
결선은 1951년부터 1963년까지 리그전으로 진행되었다. 따라서 결승전과 3위 결정전은 치러지지 않았다. 1971년에는 다른 형태의 결선을 진행했는데, 예선에서 그룹을 나눠 리그전을 펼친 후에 상위팀이 결선으로 진출하여 승자전 경기를 치렀다. 1983년에는 4위팀이 없는데, 이는 처음이자 마지막으로 4위팀이 존재하지 않는 대회가 되었다.

### 메달 순위
| 팀                | 금                                             | 은                          | 동                    |
| ----------------- | ---------------------------------------------- | --------------------------- | --------------------- |
| 아르헨티나        | 7 (1951*, 1955, 1959, 1971, 1995*, 2003, 2019) | 2 (1963, 2011)              | 3 (1975, 1979*, 1987) |
| 멕시코            | 4 (1967, 1975*, 1999, 2011*)                   | 4 (1955*, 1991, 1995, 2015) | 3 (2003, 2007, 2019)  |
| 브라질            | 4 (1963*, 1975, 1979, 1987)                    | 2 (1959, 2003)              | 2 (1983, 2015)        |
| 우루과이          | 3 (1983, 2015, 2019)                           |                             | 1 (2011)              |
| 미국              | 1 (1991)                                       |                             | 2 (1959*, 1999)       |
| 에콰도르          | 1 (2007)                                       |                             |                       |
| 칠레              |                                                | 1 (1987)                    | 2 (1951, 1963)        |
| 쿠바              |                                                | 1 (1979)                    | 2 (1971, 1991*)       |
| 콜롬비아          |                                                | 1 (1971*)                   | 1 (1995)              |
| 버뮤다            |                                                | 1 (1967)                    |                       |
| 코스타리카        |                                                | 1 (1959)                    |                       |
| 과테말라          |                                                | 1 (1983)                    |                       |
| 온두라스          |                                                | 2 (1999, 2019)              |                       |
| 자메이카          |                                                | 1 (2007)                    |                       |
| 앤티가 바부다     |                                                |                             | 1 (1955)              |
| 트리니다드 토바고 |                                                |                             | 1 (1967)              |

* = 개최국

### 여자부
| 1999 자세히 | 위니펙         | 미국     | 1–0                | 멕시코     | 코스타리카 | 1–1 (4–3) 승부차기 | 캐나다     |
| 2003 자세히 | 산토도밍고     | 브라질   | 2–1 연장전         | 캐나다     | 멕시코     | 4–1                | 아르헨티나 |
| 2007 자세히 | 리우데자네이루 | 브라질   | 5–0                | 미국       | 캐나다     | 2–1                | 멕시코     |
| 2011 자세히 | 과달라하라     | 캐나다   | 1–1 (4–3) 승부차기 | 브라질     | 멕시코     | 1–0 연장전         | 콜롬비아   |
| 2015 자세히 | 토론토         | 브라질   | 4–0                | 콜롬비아   | 멕시코     | 2–1                | 캐나다     |
| 2019 자세히 | 리마           | 콜롬비아 | 1–1 (7–6) 승부차기 | 아르헨티나 | 코스타리카 | 1–0                | 파라과이   |

#### 메달 순위
| 팀         | 금                          | 은             | 동                          |
| ---------- | --------------------------- | -------------- | --------------------------- |
| 브라질     | 4 (2003, 2007*, 2015, 2019) | 1 (2011)       |                             |
| 캐나다     | 1 (2011)                    | 1 (2003)       | 1 (2007)                    |
| 미국       | 1 (1999)                    | 1 (2007)       |                             |
| 콜롬비아   |                             | 2 (2015, 2019) |                             |
| 멕시코     |                             | 1 (1999)       | 4 (2003, 2011*, 2015, 2019) |
| 코스타리카 |                             |                | 1 (1999)                    |

* = 개최국